# Kamenný Most (Eslováquia)
Kamenný Most é um município da Eslováquia, situado no distrito de Nové Zámky, na região de Nitra. Tem 20,34 km² de área e sua população em 2018 foi estimada em 1.064 habitantes.

## Demografia
| Ano:        | 1994 | 2004   | 2014   | 2024   |
| ----------- | ---- | ------ | ------ | ------ |
| Broj ljudi: | 1068 | 1044   | 1047   | 1032   |
| Razlika:    |      | -2,24% | +0,28% | -1,43% |

| Ano:               | 2023 | 2024   |
| ------------------ | ---- | ------ |
| Número de pessoas: | 1036 | 1032   |
| Diferença:         |      | -0,38% |